# Leica
Leica Camera AG kamerafabrik blev etableret 1849 i Wetzlar i Tyskland. Leica er en forkortelse af LEItz CAmera, da fabrikken oprindeligt var "Optisches Institut", der producerede mikroskoper, og som Ernst Leitz I Senior blev partner i. I 1908 fremstillede en af firmaets ingeniører, Oskar Barnack, to små metalbokse til at teste de film-objektiver, som firmaet på det tidspunkt også lavede. Han havde lavet metalboksene, så de kunne indeholde en rulle 35 mm film og han på den måde kunne gå ud og teste objektiverne. Dette inspirerede ham til at fremstille hvad der siden er blevet kendt som Ur-Leica anno 1913, der i årene efter blev videreudviklet til det første Leica kamera, der blev introduceret på forårsmessen i Leipzig i 1925.

## 35 mm kameraet
I 1925 var kameraer storformat-kameraer af træ der krævede stativer og et mørkt klæde til at dække fotografen imens han fokuserede. Så de små Leica kameraer startede en helt ny æra fra 1930-1970 indenfor fotografi hvor fotografer pludselig kunne bære et eller flere små kameraer og arbejde ubemærket og hurtigt. Leica er kendt som ""Grandfather of 35 mm Photography"" (35 mm fotografiets bedstefar/forfader) og var det førende kameramærke frem til 70'erne hvor japansk producerede spejlreflekskameraer (SLR) med automatik, motorer osv. for alvor slog igennem og fik mange pressefotografer til at skifte fra Leica M kameraer til især Nikon SLR kameraer. Det første kamera, der anvendte 35 mm "kinofilm", blev dog fremstillet af den danske kamerakonstruktør J. P. Andersen, kendt som "Nellerødmanden", i 1905. Dette kamera blev fremstillet til journalist ved Familie Journalen Holger Rosenberg, der brugte det frem til 1940.

## Leica og autofokus
Leica demonstrerede som de første allerede i 1980 autofokus i form af deres "Correphot" basereet på et Leicaflex SL2 som de fremviste på Leica "Olympiad of Color Photography" i 1980. De lancerede aldrig systemet som de dømte til ikke at have nogen fremtid. Helt frem til 2009 har alle Leica kameraer været med manuel fokus, på nær kompaktkameraer som Minilux, Digliux 1, Digilux 2, D-Lux, C-Lux ml.fl. udviklet sammen med Panasonic. I 2009 lancerer Leica deres Leica S2 mellemformat kamerasystem med en ny serie objektiver, der alle har autofokus, ligesom de i 2010 forventes at lancere afløseren for Leica R systemet (SLR), de ligeledes bliver med autofokus.

## Leica og SLR
Leica M var i sin tid unikt, fordi man via en separat søger (målsøger) kunne fokusere objektivet og se det udsnit af en scene, man fotograferede. En mikro-præcis skrueanordning på selve objektivet påvirkede linser i selve søgeren, således at når to billeder mødtes i søgeren, var billedet i fokus. Frem til 1970'erne var dette standarden og Leica sad solidt på hele markedet for 35mm kameraer. Men så kom SLR hvor man pludselig via indbyggede spejle i søgeren kunne se ud gennem objektivet, og ved hjælp af en matskive inde i kameraet kunne fokusere præcist. Leica's svar på disse var Leicaflex kameraet, der blev introduceret i 1964 og var meget lig Leica M i ingeniørmæssig snilde og kvalitet. Først med Leica R3 or R4 begyndte Leica – i samarbejde med Minolta – at hale lidt ind på de japanske producenter, hvad angik elektronik og automatik.

## Leica og digitalkameraer
Leica var sene til at indse digital-teknikkens fordele, skønt de allerede i 1996 lancerede Leica S1 Alpha og Leica S1 Highspeed mellemformat kamaraer, hvoraf det største havde hele 75 megapixels! Efter en årrække med kompaktkameraer udviklet i samarbejde med Panasonic (Digilux, C-Lux og D-Lux) fremstillede de i samarbejde med Kodak (sensor-teknologi), danske Imacon (software) et digitalt bagstykke til deres professionelle SLR-kameraer Leica R8 og R9. Da Imacon imidlertid blev købt af Hasselblad året efter, blev der aldrig fremstillet mere end ca. 3.000 bagstykker. I februar 2009 annoncerede Leica, at de nu stoppede Leica R serien og solgte restlageret af objektiver og Leica R9 kameraer med store rabatter. Leica's nye professionelle flagskib er det helt nyudviklede digitale Leica S2 mellemformat-kamera, der blev fremvist som fuldt funktionel prototype på Photokina 2008, og som lanceres over sommere 2009.
Leica M er det klassiske kamera fra Leica, der stort set er uændret med hensyn til form og funktionalitet, siden det oprindelige Leica i 1925. I en årrække sagde Leica, at det var tekniske umuligt at fremstille et digitalt Leica M, ligesom skiftende direktører for Leica også holdt på, at film var digital kvalitet overlegen. Men på Photokina 2006 annoncerer Leica deres Leica M8 digitalkamera, der stort set er det originale Leica M format, men nu med digital sensor (1.3 crop faktor), og i juli 2007 kan begejstrede forografer fortælle hvordan det nye kamera er at bruge. Lanceringen er dog ikke uden problemer, da det viser sig at det er nødvendigt at tilføje et UV-filter foran objektivet, hvis man vil undgå lille skær i visse sorte nuancer (Leica havde valgt ikke at lægge et ekstra lag glas – et UV-filter på selve sensoren som andre har gjort, hvilket skulle give bedre billedkvalitet. På Leica S2 vil selve filteret dog sidde indeni de nye autofokus-objektiver). 
I 2008 lancerede Leica Leica M8.2 med en række forbedringer, herunder en mere lydsvag lukker, en mere nøjagtig søger og ridsefrit safir-glas på skærmen bag på kameraet. Ejere af Leica M8 bliver dog tilbudt opdatering af deres M8 med de af M8.2 ændringerne, de ønsker (man sender simplethen kameraet til fabrikken der udskifter de ønskede dele).
I 2009 lanceredes efterfølgeren M9, som bl.a. er oprustet med en sensor i fuld størrelse (23,9 x 35,8 mm).
Medens de øvrige digitale kameramodeller (D-Lux 4 og 5, V-Lux 2 og 20) fremstilles i samarbejde med Panasonic i Japan, udkom i 2010 Leica X1 som unikt egenprodukt i retrodesign men med en APS-C sensor (15,8 x 23,6 mm), som man ellers kun finder i digitale spejlrefelkskameraer.

## Leica objektiver
Ud over at være forfaderen til 35mm fotografi, er Leica især kendt for deres objektiver, der tegner nøjagtigt og skarpt. I 2009 lancerede Leica atter engang verdens hurtigste standardobjektiv i form af deres Leica Noctilux-M 50 mm f/0.95 som afløser for deres Leica Noctilux-M f/1.0. Leica introducerede desuden en 21 mm f/1.4 og en 24 mm f/1.4 for at understrege, at de stadig er førende hvad angår design af objektiver.

## Leica ejerskab
Imens Leica tidligere har været ejet af Leitz familien og i begyndelsen af 2000 af bl.a. Hermes, blev noget nær 100% af aktierne i 2004-2006 opkøbt af Dr. Andreas Kaufmann (født 1954), der med sin familieformue (skabt gennem papirproduktion) i ryggen synes at have som sit mål i tilværelsen at sikre Leica. Under hans ejerskab er der investeret kraftigt i nyudvikling af f.eks. Leica S2 og nye lysstærke Leica M objektiver, ligesom en ny stor fabrik blev åbnet i Wetzlar i 2010.

## Leica fotografer
- Årets Pressefotograf 2009 Jan Grarup
- Keld Helmer-Petersen
- Tidl. Berlingske Tidende cheffotograf Per Pejstrup
- World Press Photo vinder 2009 og Pulitzer-vinder Anthony Suau
- Henri Cartier Bresson